# Liste der Auslandsvertretungen Guyanas

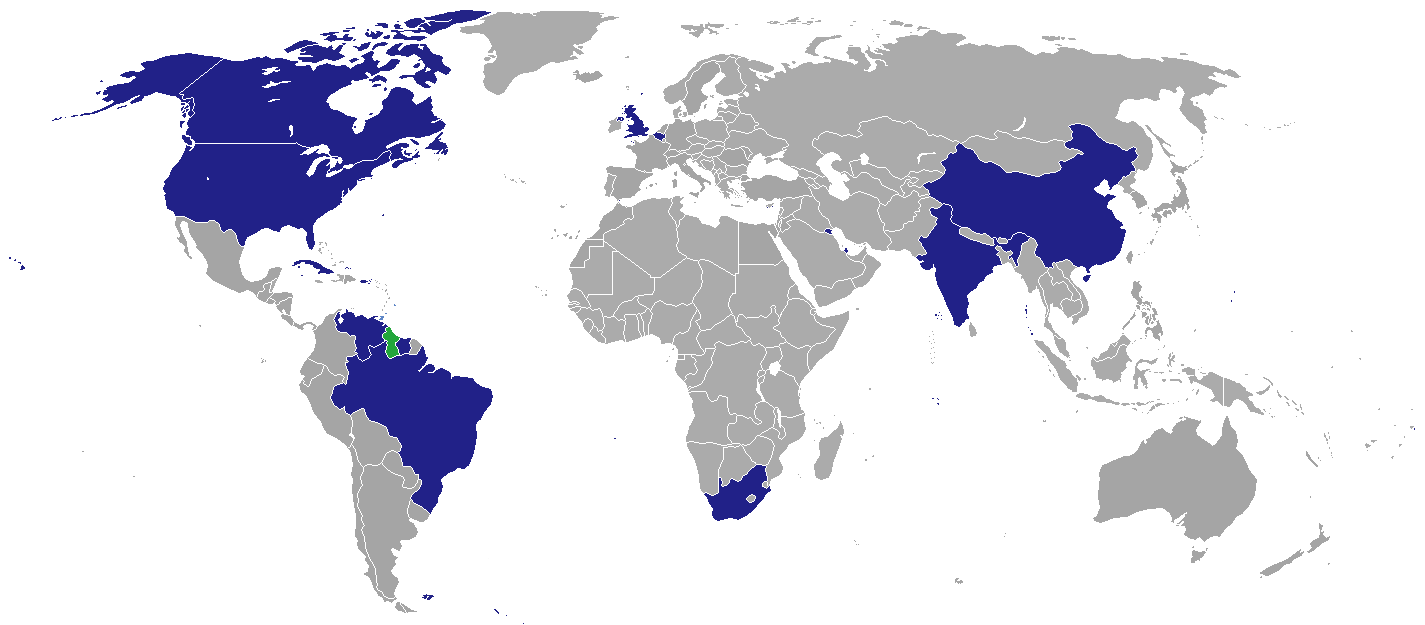
Standorte der diplomatischen Vertretungen Guyanas

Dies ist eine Liste der diplomatischen und konsularischen Vertretungen Guyanas.

## Diplomatische und konsularische Vertretungen

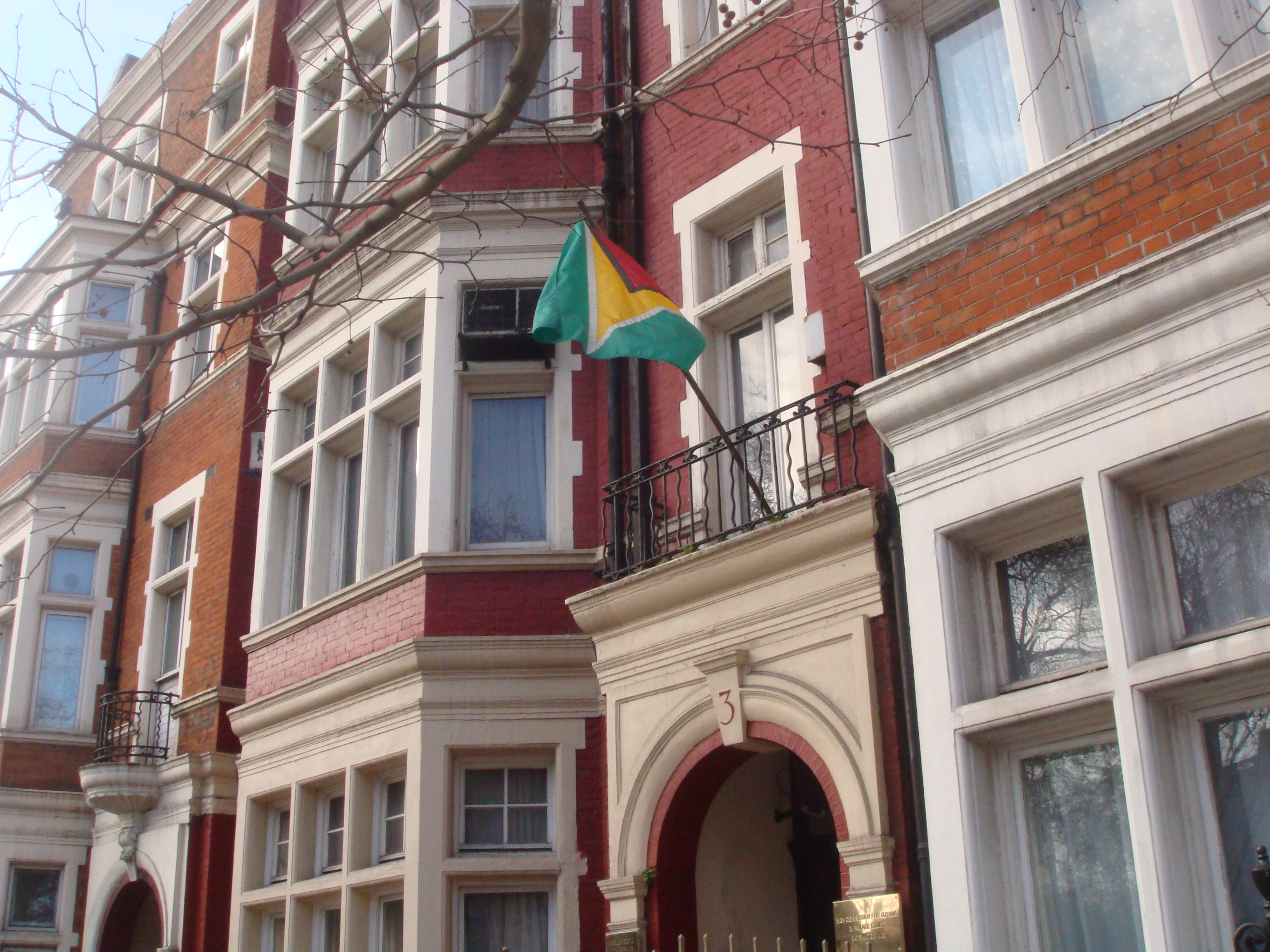
Hohe Kommission Guyanas in London

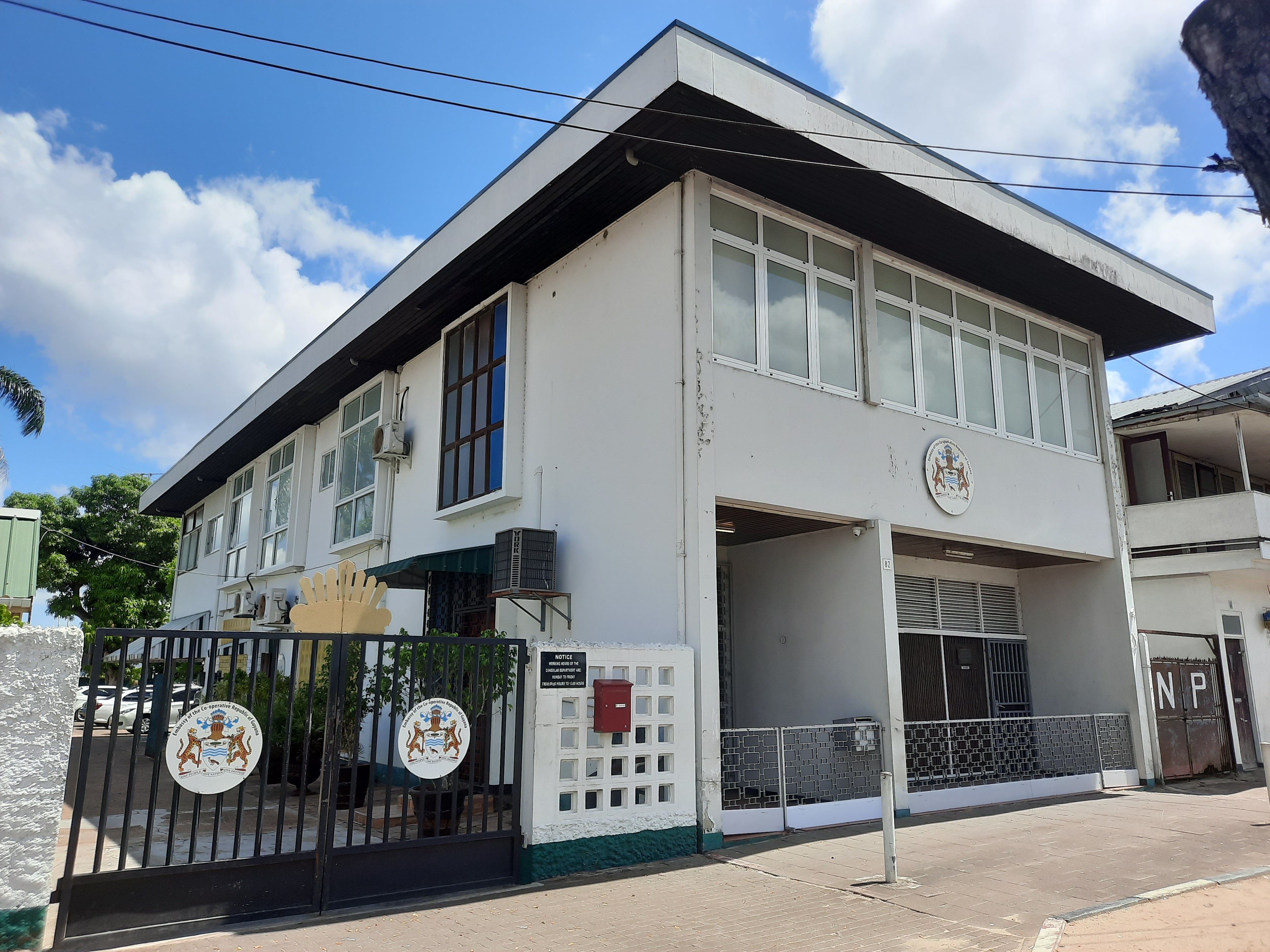
Botschaft Guyanas in Paramaribo

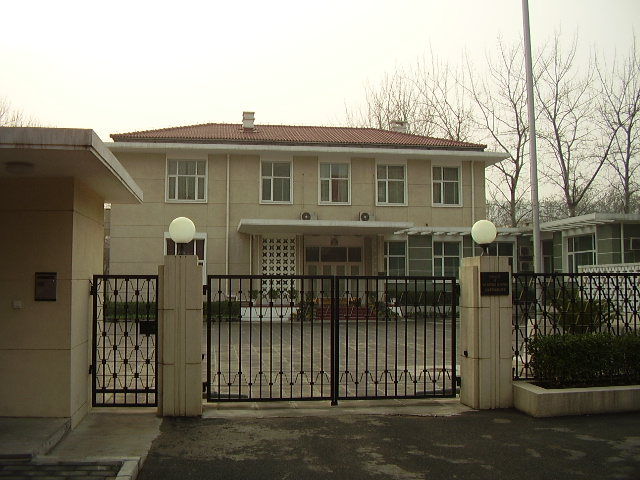
Botschaft Guyanas in Peking

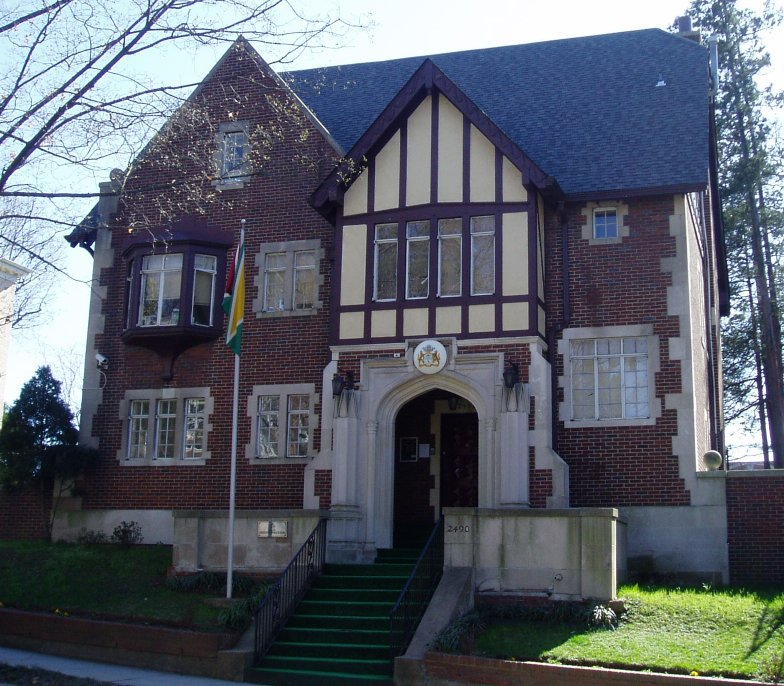
Botschaft Guyanas in Washington, D.C.

### Afrika
- Südafrika: Pretoria, Hohe Kommission

### Amerika
| - Barbados: Bridgetown, Generalkonsulat - Brasilien: Brasília, Botschaft - Brasilien: Boa Vista, Generalkonsulat - Kanada: Ottawa, Hohe Kommission - Kanada: Toronto, Generalkonsulat - Kuba: Havanna, Botschaft | - Suriname: Paramaribo, Botschaft - Suriname: Nieuw-Nickerie, Generalkonsulat - Trinidad und Tobago: Port of Spain, Hohe Kommission - Vereinigte Staaten: Washington, D.C., Botschaft - Vereinigte Staaten: New York, Generalkonsulat - Venezuela: Caracas, Botschaft |

### Asien
- Volksrepublik China: Peking, Botschaft
- Indien: Neu-Delhi, Hohe Kommission
- Katar: Doha, Botschaft
- Kuwait: Kuwait, Botschaft

### Europa
- Belgien: Brüssel, Botschaft
- Vereinigtes Königreich: London, Hohe Kommission

## Vertretungen bei internationalen Organisationen
- Vereinte Nationen: Genf, Ständige Mission
- Vereinte Nationen: New York, Ständige Mission
- OAS: Washington, D.C., Ständige Mission
- Europäische Union: Brüssel, Mission